# Apostasioideae
La subfamilia Apostasioideae pertenece a Orchidaceae, la familia de las orquídeas.
Es un clado monofilético, pero hay ligazones de base que apoyan su hermandad con las otras subfamilias de las orquídeas. Estas ligazones de base son un método para evaluar la importancia estadística de las posiciones de diferentes ramas en un árbol filogenético (estructura parecida a un árbol, que nos demuestra el desarrollo evolutivo de los organismos).
Las orquídeas pertenecientes a Apostasioideae son las más primitivas de todas, con solamente dos géneros. Neuwiedia tiene 3 anteras fértiles, abaxiales (que encaran hacia afuera desde el tallo), mientras que Apostasia tiene 2 anteras abaxiales y un estambre filamentoso (un estambre estéril).
Estas características primitivas hacen que algunas autoridades en la materia no las consideren como verdaderas orquídeas, sino como ancestros de las modernas orquídeas.
Sin embargo, estudios recientes (Stern, Cheadle y Thorsch, 1993) apuntan a que Apostasioideae tenga una sola definición (autapomorfa). Esto la hace insustituible como modelo de ancestro de las orquídeas.